# Грейамстаун

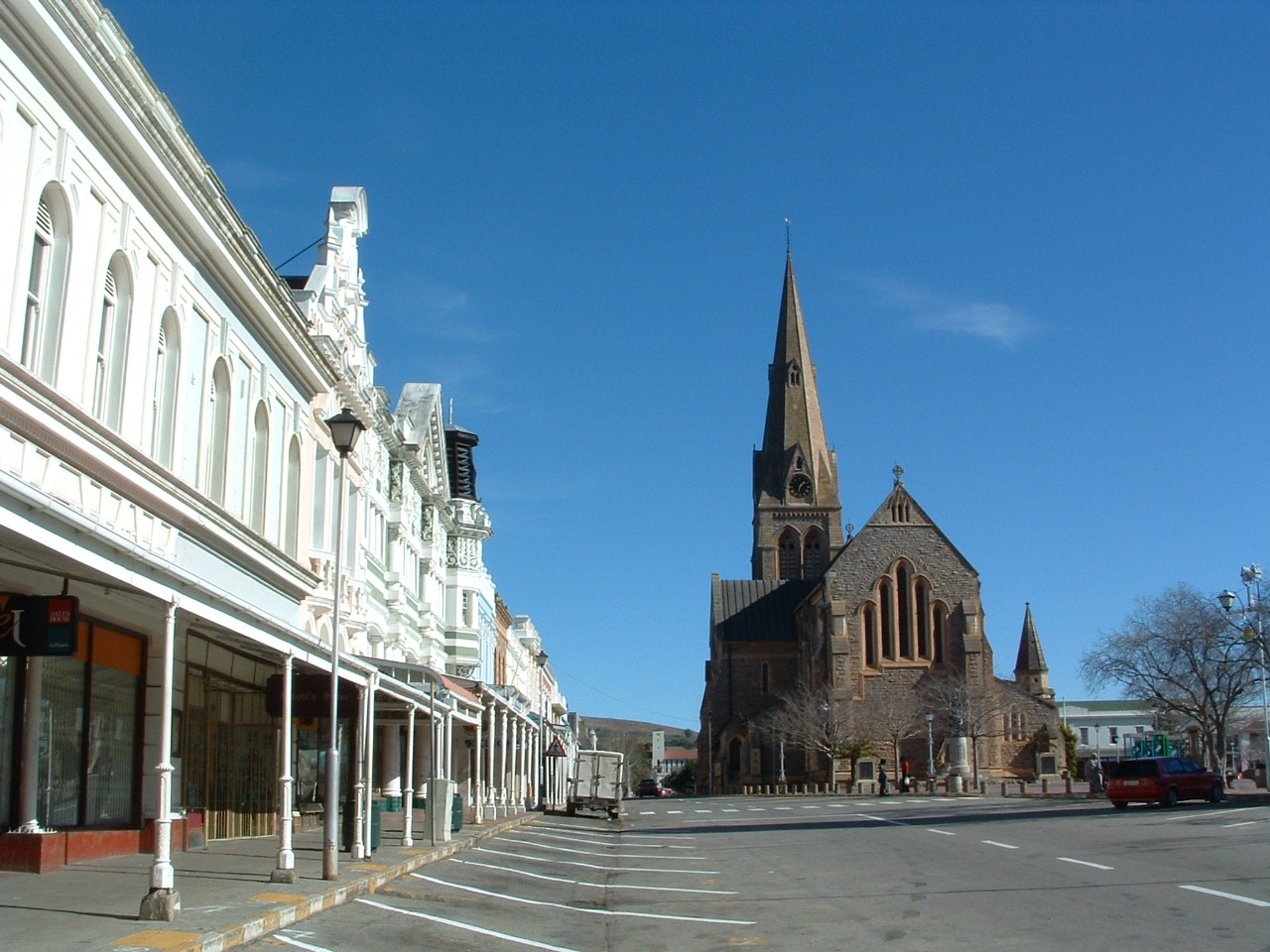
Собор Святых Михаила и Георгия на площади Чёрч-сквер.

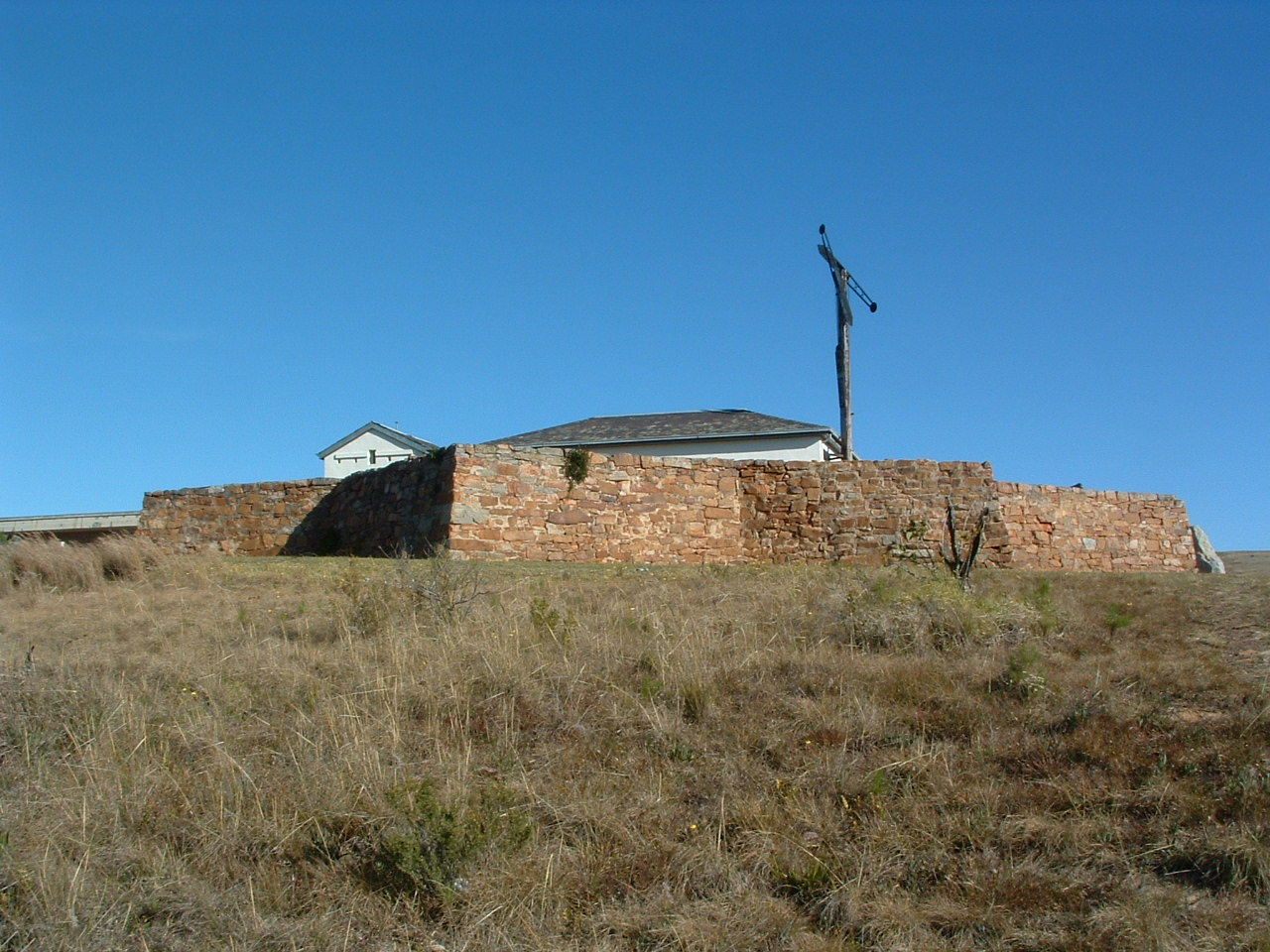
Форт-Селвин

Грейамстаун (англ. Grahamstown, или Грахамстад, африк. Grahamstad) — город в Восточной Капской провинции ЮАР, центр муниципалитета Макана. Расположен в 130 км от Порт-Элизабет и в 180 км от Ист-Лондона. Население города составляло 124 758 человек в 2003 году. Население собственно города — в основном белое, тогда как в административно включённых в него пригородах, напротив, население — почти целиком чернокожее или цветное, при этом доля негров постоянно растёт.
В городе находятся Университет Родса, диоцез Англиканской церкви ЮАР, en:Anglican Church of Southern Africa, Колледж Преображения и провинциальный суд. Город не входит в Сеть городов Южной Африки (South African Cities Network).
Грейамстаун основал в 1812 году как военный форпост подполковник Джон Грэхэм (Грейам) в рамках плана по защите восточной границы британских земель на юге Африки против народности коса, чьи земли располагались восточнее. В 1819 году под городом состоялось сражение, в котором коса, разозлённые притеснениями со стороны британцев, попытались взять город, но были отброшены, а их вождь был заключён в тюрьму на острове Роббен, откуда попытался бежать, но утонул. В начале 1830-х годов — второй по величине населённый пункт Южной Африки.
В 1872—1879 годах была сооружена железная дорога, соединяющая город с Порт-Альфредом на побережье.
В 1904 году основан Университетский колледж, который в 1951 году стал полноправным университетом. В 2021 году в нём училось чуть более 8200 студентов и аспирантов.
Несмотря на преобладание приверженцев англиканской церкви, город известен чрезвычайно разнообразной палитрой религиозных конфессий. В нём находится более 50 религиозных зданий и сооружений, за что город получил прозвище «Город святых» (англ. The City of Saints).
Близ города находится пещера Ховисонс-порт, известная одноимённой каменной индустрией. Ежегодно в июле проводится фестивали искусств, которые посещает несколько десятков тысяч человек.

## Фестивали
- В городе регулярно проводится Национальный фестиваль науки SciFest[8].